# طرح نیومن
| مولکول بوتان در صورتبندی سین-کلینال(-sc) |           |               |
|                                          |           |               |
| طرح خرک                                  | طرح نیومن | ساختار سه‌بعدی |

طرح نیومن یا تجسم نیومن (به انگلیسی: Newman projection)، روشی مفید در شیمی فضایی آلکان‌ها جهت به تصویر کشیدن صورت‌بندی یک پیوند شیمیایی از نمای جلو به عقب است که در آن اتم جلویی با نقطه و کربن پشتی با یک دایره نشان داده می‌شود. اتم کربن جلویی پروگزیمال و اتم پشتی دیستال نامیده می‌شود. این نوع نمایش به وضوح زاویه دووجهی خاص بین اتم‌های پروگزیمال و دیستال را نشان می‌دهد.
این روش جایگزینی برای طرح خرک است که پیوند کربن-کربن را از زاویه ای مایل مشاهده می‌کند، یا سبک خط‌چین-گوه، مانند طرح ناتا. روش‌های دیگر می‌توانند پیوند و شیمی فضایی را نشان دهند، اما جزئیات صورتبندی ساختاری را نمایش نمی‌دهند.
این روش به افتخار شیمیدان آمریکایی ملوین اسپنسر نیومن نامگذاری شده‌است که در سال ۱۹۵۲ آن را به عنوان جایگزینی برای طرح فیشر معرفی کرد که قادر به نمایش کانفورماسیون‌ها نیست و بنابراین به درستی صورتبندی را نمایش نمی‌دهد.
طرح نیومن را می‌توان برای تجسم هر نوع پیوندی، نه فقط یک پیوند واحد بین کربن‌های یک آلکان، استفاده کرد. به عنوان مثال، می‌توان از آن برای مطالعه مولکول‌های حلقوی استفاده کرد، مانند صورتبندی صندلی در سیکلوهگزان:
|                 |           |               |
| ساختار خط-پیوند | طرح نیومن | ساختار سه‌بعدی |

## همچنین ببینید
- طرح هاورث
- طرح فیشر
- طرح ناتا